# Museum Penzberg
Das Museum Penzberg – Sammlung Campendonk (bis 2016 Stadtmuseum Penzberg) ist ein Kunst- und Stadtmuseum in Penzberg im oberbayerischen Landkreis Weilheim-Schongau. Es beinhaltet die weltweit größte Sammlung von Werken Heinrich Campendonks. Die Anschrift in Penzberg lautet Am Museum 1 (vormals Karlstraße 61).
Das Museum gehört der MuSeenLandschaft Expressionismus an, zusammen mit dem Museum der Phantasie („Buchheim-Museum“) in Bernried am Starnberger See, dem Franz Marc Museum in Kochel am See, dem Schloßmuseum Murnau sowie der Städtischen Galerie im Lenbachhaus in München.

## Ausstellungen und Sammlung

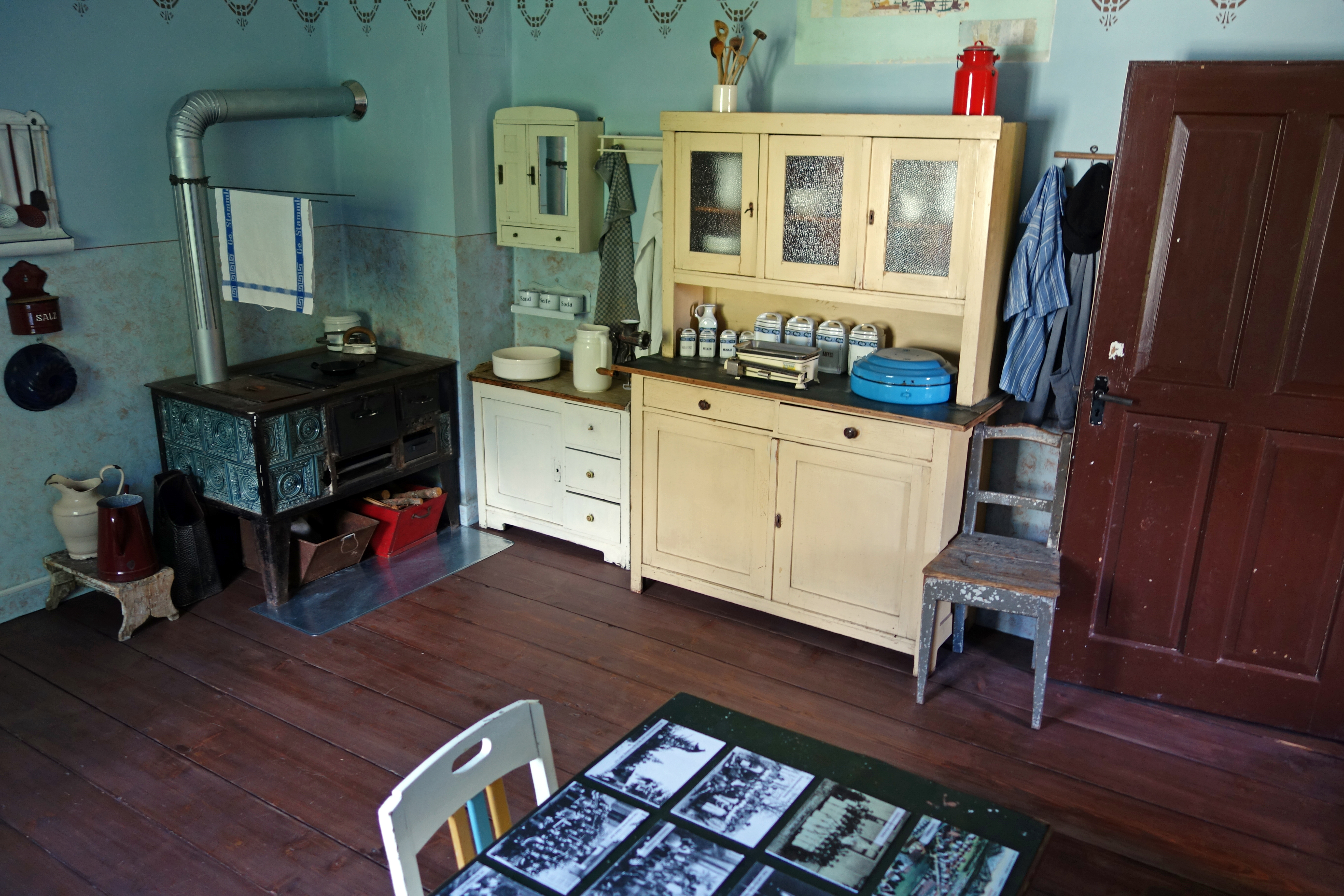
Rekonstruierte Bergarbeiterwohnung

Die Sammlung des Museums konzentriert sich hauptsächlich auf den deutsch-niederländischen Expressionisten Heinrich Campendonk, der dem Blauen Reiter angeschlossen war und unter anderem in Penzberg wirkte. Im Jahr 2010 kaufte ein Sammler 87 Ölbilder, Aquarelle, Tuschpinselzeichnungen und Holzschnitte von Campendonk für das Museum. Zur Wiedereröffnung des erweiterten Museums 2016 erhielt es weitere 200 Arbeiten des Künstlers, wodurch die Sammlung zur weltweit größten wurde.
Neben Campendonk liegt ein zweiter Schwerpunkt auf Gerhard Fietz, Mitglied der Gruppe ZEN 49.
Weitere Dauerausstellungen behandeln die Geschichte von Penzberg: erstens die Zeit des Bergwerks mit der Rekonstruktion einer Werkswohnung der 1920er-Jahre und zweitens die Penzberger Mordnacht im April 1945. Außerdem wird die Stadtgeschichte seit Schließung des Bergwerks im Jahr 1966 thematisiert.
Sonderausstellungen widmen sich schwerpunktmäßig dem deutschen Expressionismus und der zeitgenössischen Kunst, wie beispielsweise Johannes Grützke.

## Geschichte

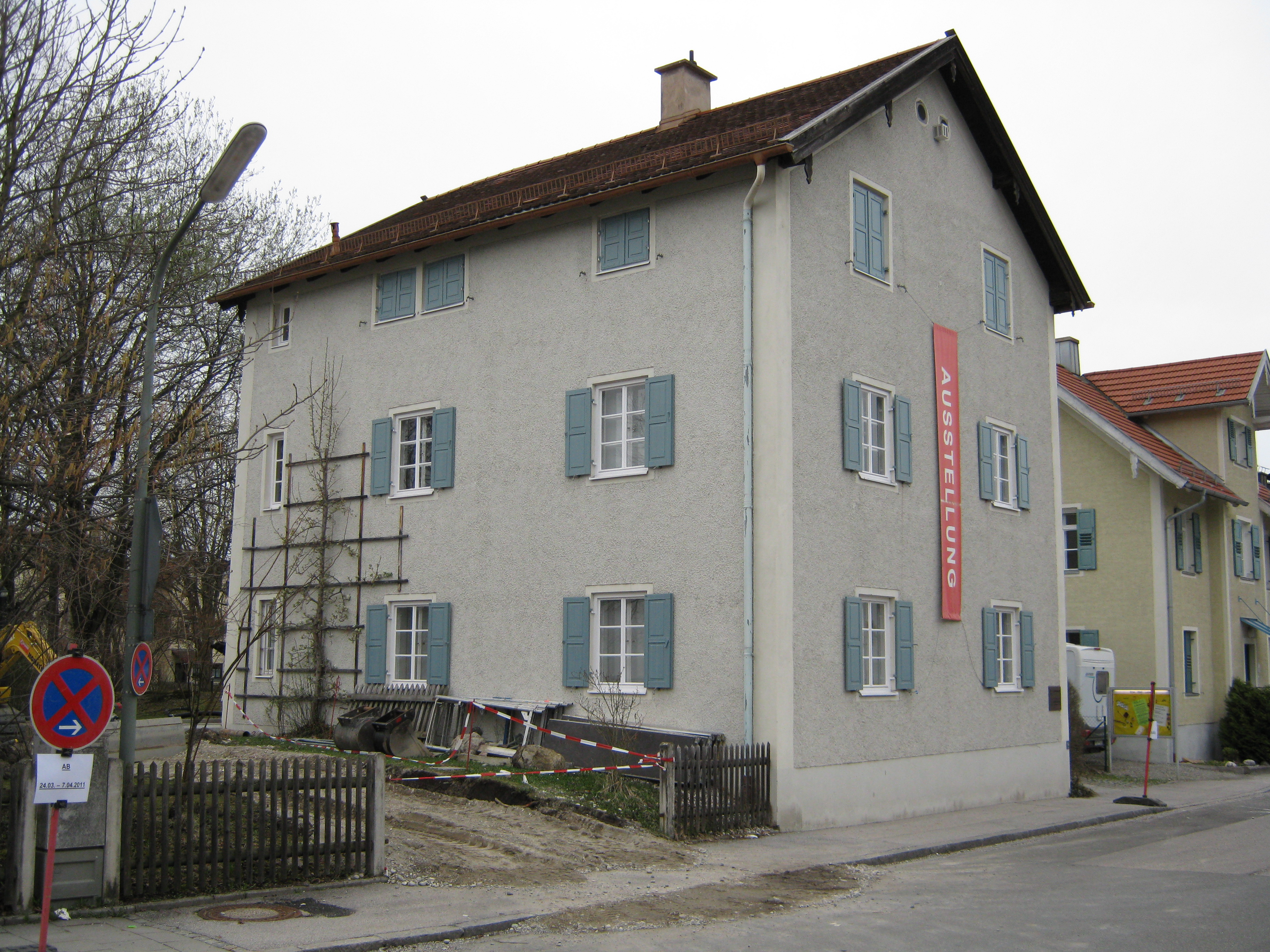
Stadtmuseum Penzberg vor der Erweiterung (2011)

Das Museum wurde 1994 als Stadtmuseum Penzberg gegründet und beherbergte Kunstausstellungen sowie Präsentationen zur Geschichte Penzbergs. Im Jahr 2002 spezialisierte man sich auf den Maler Heinrich Campendonk und die Sammlung wurde sukzessive erweitert.
Von 2014 bis 2016 entstand für knapp über drei Millionen Euro ein Erweiterungsbau, der am 4. Juni 2016 eröffnet wurde. Zu diesem Anlass erfolgte die Umbenennung in Museum Penzberg – Sammlung Campendonk.
Das Museum Penzberg gehört der im Juni 2016 gegründeten MuSeenLandschaft Expressionismus an, zusammen mit dem Museum der Phantasie („Buchheim-Museum“) in Bernried am Starnberger See, dem Franz Marc Museum in Kochel am See, sowie dem Schloßmuseum Murnau. Es wird unterstützt vom 2010 gegründeten „Freundeskreis Heinrich Campendonk e.V.“ sowie der 1998 entstandenen „Kunstzeche Penzberg“.

## Gebäude
Das Museum bestand bis 2014 aus einem denkmalgeschützten ehemaligen „Werkshaus“, das durch das Bergwerk Penzberg – wie 50 weitere baugleiche Gebäude – Ende des 19. Jahrhunderts für seine Bergleute errichtet wurde. Durch den gläsernen Eingangsbereich wird das Gebäude seit 2016 nach Süden mit einem Erweiterungsbau verbunden. Letzterer greift die Form des Arbeiterhauses auf, verzichtet dabei jedoch auf die Übernahme der Fenster und verstärkt den Bezug zur Bergwerksgeschichte Penzbergs nochmal durch die Klinker-Fassade. In das Treppenhaus wurde ein farbiges Glasfenster Campendonks integriert. Im Eingangsbereich befindet sich ein kleines Café.

## Trivia
Im Juni 2016 wurde die alte Karlstraße in Am Museum umbenannt.
Seit September 2017 stehen an der Bundesautobahn 95 bei der Ausfahrt Penzberg/Iffeldorf in beiden Fahrtrichtungen touristische Unterrichtungstafeln, die auf das Museum Penzberg hinweisen.

## Publikationen
- Gisela Geiger, Simone Bretz (Hrsg.): Heinrich Campendonk. Die Hinterglasbilder. Werkverzeichnis. Wienand, Köln 2017, ISBN 978-3-86832-309-2.